# Ievhen Iehorov
Pour les articles homonymes, voir Iegorov.
Ievhen Pavlovitch Iehorov (ukrainien : Єгоров Євген Павлович, né le 17 mai 1917 et mort le 4 mai 2005) était un graphiste, peintre et professeur ukrainien, et un Artiste d'honneur d'Ukraine.

## Biographie
Yevhen Pavlovych Yehorov est né à Lyman, dans l'oblast de Donetsk, en Ukraine, le 17 mai 1917, dans la famille d'un travailleur des chemins de fer.
En 1939, il s'est porté volontaire pour combattre avec l'Armée rouge, participant à la guerre d'hiver. Pendant la Seconde Guerre mondiale, il a combattu au sein du 8e Corps de chars soviétique, participant à la quatrième bataille de Kharkiv, à la bataille de Stalingrad, à la bataille de Koursk, au soulèvement de Varsovie et à la bataille de Berlin. Il est rentré en Ukraine handicapé, et a gardé un morceau du bâtiment du Reichstag en souvenir sur le mur de son atelier.
Il a fréquenté l'Académie de design et des arts de Kharkiv, où il a été encadré par Aleksey Kokel. Après avoir obtenu son diplôme en 1949, il a commencé à travailler à l'université dans le département de dessin.
En 1958, il est devenu membre de l'Union nationale des artistes d'Ukraine. L'année suivante, il est nommé professeur associé et chef du département de dessin à l'Académie d'État de design et d'arts de Kharkiv. Tout au long de sa carrière, il a organisé plusieurs expositions de ses œuvres, notamment à Kharkiv en 1957, 1967, 1972, 1977 et 1987, à Kiev en 1969, 1972 et 1987, et à Harbin, en Chine, en 1997.
En 1974, il a été promu au poste de professeur à l'université.
Il est décédé à Kharkiv en 2005, à l'âge de 87 ans.

## Héritage

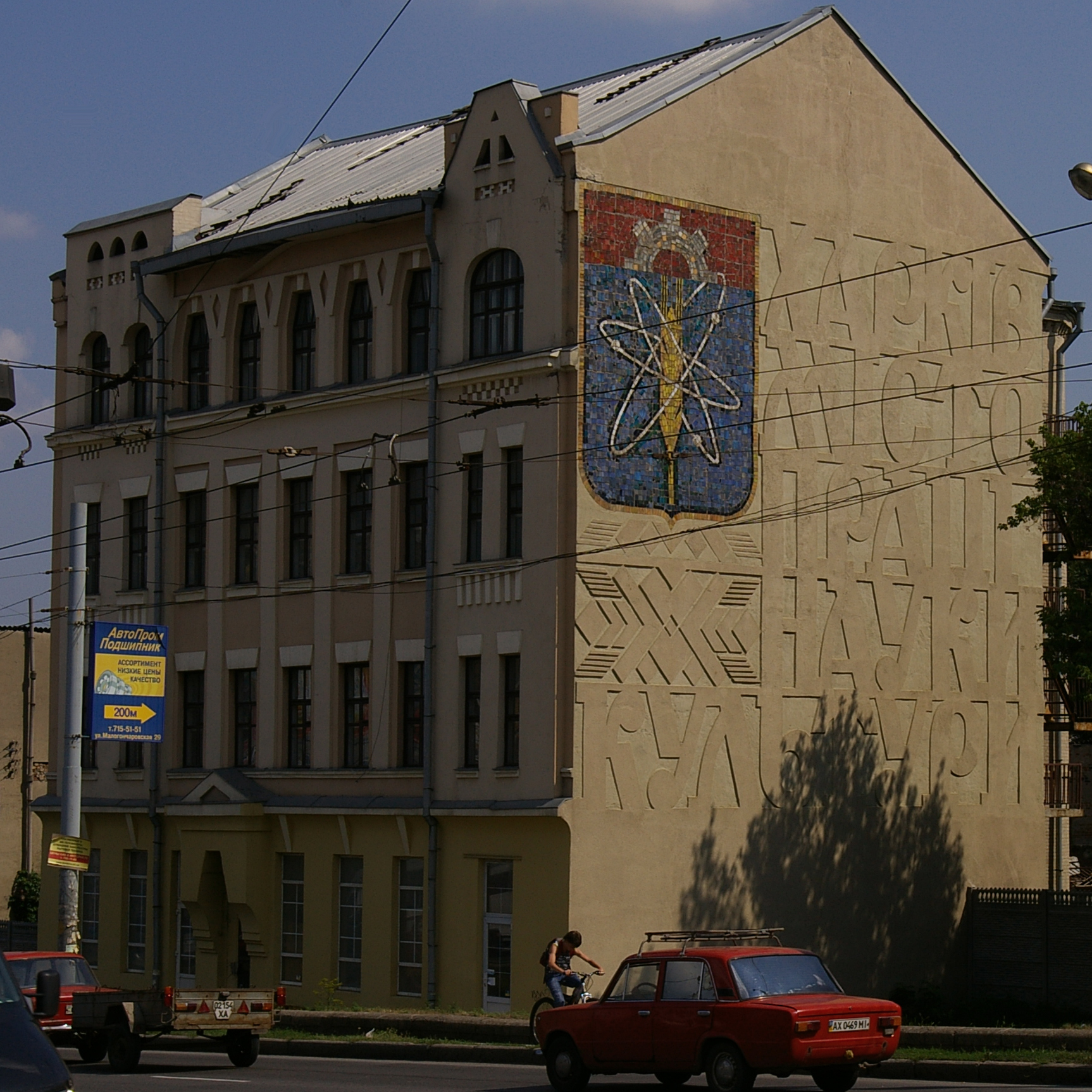
Un bâtiment à Kharkiv avec une peinture murale représentant les armoiries conçues par Yehorov en 2009

De nombreuses œuvres de Iehorov sont encore visibles aujourd'hui. En 1968, Yehorov a conçu les armoiries de Kharkiv, qui sont restées en usage de 1968 à 1995. Bien qu'il ait été modifié après l'indépendance de l'Ukraine, le blason continue à être un symbole de Kharkiv aujourd'hui.
Certains des dessins de Iehorov continuent d'être exposés au musée de l'Académie d'État du design et des arts de Kharkiv.
En 2006, l'Académie d'État du design et des arts de Kharkiv a installé une plaque commémorative pour rappeler les réalisations de Iehorov en tant qu'artiste et professeur à l'université.